# Авдили, Милот
Ми́лот Авди́ли (алб. Milot Avdyli; 28 июля 2002, Вучитрн) — косовский футболист, полузащитник клуба «Целе».

## Клубная карьера
Родился в городе Вучитрн. Воспитанник клуба «Курда», в футболке которого и начал взрослую футбольную карьеру.
В середине января 2020 года перебрался в «Трепчу’89». Дебютировал за команду 28 июня 2020 года в победном (4:2) выездном поединке 27-го тура Суперлиги Косово против «Дреницы». Всего в составе команды сыграл 4 матча и отличился 4-мя голами в высшем дивизионе чемпионата Косово.
В начале февраля 2021 года переехал в швейцарский «Арау». Дебютировал за новую команду 23 апреля 2021 года в ничейном (3:3) выездном поединке 31-го тура Челлендж-лиги против «Винтертура». Авдили вышел на поле на 71-й минуте вместо Кевина Спадануды. Первым голом за «Арау» отличился 8 апреля 2023 года на 24-й минуте победного (4:3) выездного поединка 28-го тура Челлендж-лиги против «Лозанны Уши». Милот вышел на поле в стартовом составе, на 56-й минуте получил жёлтую карточку, а на 73-й минуте получил вторую жёлтую карточку и покинул поле. В команде отыграл 4 сезона, за это время во втором дивизионе чемпионата Швейцарии сыграл 100 матчей (6 голов), еще 5 матчей (1 гол) сыграл в кубке Швейцарии.
В начале января 2025 года перешёл в «Ворсклу». По данным интернет-портала Transfermarkt сумма отступных составила 100 000 евро.

## Карьера в сборной
На международном уровне дебютировал за юношескую сборную Косова (U-16) 21 ноября 2017 года в победном (2:0) домашнем товарищеском поединке против юношеской сборной Азербайджана (U-16). Милот вышел на поле в стартовом составе, а на 80-й минуте его заменил Ветон Туша. Первым голом на международном уровне отметился 1 ноября 2018 года на 63-й минуте победного (1:0) для юношеской сборной Косово (U-17) домашнего (1:0) поединка квалификации юношеского чемпионата Европы против юношеской сборной Кипра (U-17). Авдили вышел на поле в стартовом составе и отыграл весь матч. Всего за юношеские сборные Косово сыграл 10 матчей и отличился 1-м голом.
За молодёжную сборную Косово дебютировал 24 марта 2023 года в ничейном (0:0) домашнего товарищеского поединка против молодёжной сборной Молдовы. Милот вышел на поле в стартовом составе. Первым голом за косовскую молодёжку отличился 10 сентября 2024 года на 10-й минуте победного (1:0) домашнего поединка квалификации молодёжного чемпионата Европы против молодёжной сборной Израиля. Авдили вышел на поле в стартовом составе и отыграл весь матч.